# Кенсово (гмина)
Кенсово (пол. Kęsowo) — сельская гмина (волость) в Польше, входит как административная единица в Тухольский повет, Куявско-Поморское воеводство. Население — 4400 человек (на 2004 год).

## Соседние гмины
1. Гмина Хойнице
2. Гмина Гостыцын
3. Гмина Камень-Краеньски
4. Гмина Семпульно-Краеньске
5. Гмина Тухоля